# 道後プリンスホテル
道後プリンスホテル（どうごプリンスホテル）は、愛媛県松山市道後姫原にあるホテルである。
なお、西武グループのプリンスホテルとは関係が無い。（プリンスホテル#無関係な同名の「プリンスホテル」参照）

## 概要
123の客室を抱え、道後温泉エリアの中では最大の客室を誇っている。
2008年3月にはホテル寿苑跡地に旅館「別邸朧月夜」をオープン。2020年12月にはプリンセストラベルを設立し、2021年10月より愛媛県内の観光地を巡るバス事業を開始した。

## 姉妹ホテル
- 別邸朧月夜

## アクセス
- 伊予鉄道道後温泉駅より徒歩で約9分（無料送迎有り）。
- 松山自動車道松山インターチェンジから車で約25分。